# Уста истины
«Уста истины» (итал. Bocca della Verità) — античная круглая мраморная плита с изображением маски Тритона (или Океана), датируемая I веком н. э. и расположенная с XVII века в нартексе церкви Санта-Мария-ин-Козмедин в Риме. В Средние века с этим диском было связано поверье, что если лжец вставит руку в отверстие, выполненное в виде рта божества, то божество её откусит. Широкую известность в мире эта легенда получила после выхода на экраны американской романтической комедии «Римские каникулы» (реж. Уильям Уайлер, 1953).

## История
Маска достигает 1,75 м в диаметре, весит около 1300 кг. Глаза, ноздри и рот изображённого на диске божества выполнены в виде сквозных отверстий. Историки не могут прийти к единому мнению по поводу того, для чего был предназначен диск и как он использовался в Древнем Риме. По одной из версий, он применялся в качестве укрытия водостока в соседнем с церковью Храме Геркулеса, расположенном на территории Бычьего форума. В куполе языческого храма находился окулюс — круглое отверстие в середине крыши, через которое попадали осадки, а через диск происходило их удаление. По другому предположению, торговцы скотом использовали его для слива крови животных, принесённых в жертву Геркулесу. По наиболее распространённой версии, плита с барельефом, вероятнее всего, служила канализационным люком системы древнеримской канализации (см. Большая Клоака) или же являлась составной частью фонтана. Противники версии о принадлежности плиты к канализационному люку в качестве аргумента обычно указывают на её значительный размер. Выдвигались предположения, что на плите представлена маска Тритона (или Океана), или же фавна.

Диск упоминается в средневековом путеводителе для пилигримов «Достопримечательности города Рима» (лат. Mirabilia Urbis Romae), созданном в XI веке. Предполагается, что в XIII веке диск был перенесён из храма и установлен у стены церкви Санта-Мария-ин-Космедин, а в XVII веке, в конечном итоге, был размещён внутри портика церкви. С плитой «Уста истины» связывают название площади Бокка делла Верита (итал. Piazza della Bocca della Verità), которая находится прямо перед церковью Санта-Мария-ин-Космедин. 
В Средние века уста считались своего рода детектором лжи: если лжец положит руку в приоткрытый рот, божество откусит её. Такую проверку проходили мошенники и воры, а матери пугали изображённым на плите божеством своих детей. Видимо особенно часто эту процедуру приходилось проходить женщинам, подозреваемым в супружеской измене, о чём свидетельствуют дошедшие до нас легенды и анекдотические истории. Итальянский исследователь и популяризатор науки Альберто Анджела считает, что диск, известный как «Уста истины», использовался в качестве крышки канализационного колодца, которые в Древнем Риме выполнялись в форме головы речного бога; через отверстие в нём дождевые стоки попадали в систему водоотведения. По его мнению, экспонат, выставленный в церкви Санта-Мария-ин-Космедин, «явно является самым фотографируемым канализационным колодцем в мире». Такая известность, прежде всего, связывается с тем, что «Уста истины» фигурируют в одной из сцен в фильме «Римские каникулы» с Грегори Пеком и Одри Хепбёрн в главных ролях. В этой картине принцесса Анна (Хепбёрн) оказывается одна, инкогнито, на улицах Рима, где знакомится с американским журналистом Джо Брэдли (Пек). Он догадывается о её статусе и, тайно от неё, хочет сделать репортаж о её приключениях в городе. В одном из эпизодов они заходят в церковь, и Брэдли рассказывает ей легенду о том, что «Уста истины» могут откусить лжецу руку. Журналист предлагает принцессе попытаться вложить руку в отверстие диска, однако она не решается и предлагает Брэдли попробовать это самому. Он засовывает руку, после чего начинает кричать и притворяется, что ему действительно защемило конечность. Анна пытается оттащить его от диска, а после того, как журналист освободился, он показывает ей свою руку без кисти. Однако всё это оказывается розыгрышем — Брэдли просто спрятал кисть руки в рукаве пиджака.

## В культуре
Существует множество копий, реплик и отсылок к плите «Уста истины». Сцену, воспроизводящую проверку верности женщины, изобразил на двух своих полотнах немецкий живописец Лукас Кранах Старший. Так, на его картине «Уста истины» (1534) представлена женщина, подозреваемая в супружеской неверности, которая в присутствии толпы людей вынуждена вложить руку в пасть похожего на льва каменного чудовища.
Полноразмерная копия диска находится в ботаническом саду Альта Виста в Калифорнии. На одной из скульптур Жюля Бланшара, находящейся в Люксембургском саду в Париже, была изображена женщина с рукой во рту скульптуры, которая установлена на небольшой колонне. В виде «Уст истины» оформлялись монетные гадальные автоматы. Около 1900 года композитор Генрих Плацбеккер и писательница Адель Остерло создали оперетту с одноимённым названием.